# دیگو د لا وگا (بازیکن فوتبال)
دیگو د لا وگا (انگلیسی: Diego de la Vega؛ زادهٔ ۱ ژوئن ۱۹۷۹) بازیکن فوتبال اهل آرژانتین است.
از باشگاه‌هایی که در آن بازی کرده‌است می‌توان به باشگاه فوتبال برینا، باشگاه فوتبال بیزینگ‌استوک تاون، و باشگاه فوتبال آرژانتینوس جونیورز اشاره کرد.